# EWL Energie Wasser Luzern Holding
ewl Energie Wasser Luzern Holding AG (ewl energie wasser luzern oder kurz «ewl»), früher auch Elektrizitätswerke Luzern, ist das führende Energiedienstleistungsunternehmen im Raum Luzern. Die Angebote umfassen Strom, Erdgas, Wärme, Wasser, Telekommunikation, Energiedienstleistungen und Elektroinstallationen.

## Unternehmen
Die Geschichte von ewl geht zurück auf den Mai 1886, als das Kraftwerk Thorenberg als erstes schweizerisches Wechselstromkraftwerk mit Einspeisung in ein Stromnetz in Betrieb genommen wurde. Dies war der Beginn der öffentlichen Elektrifikation in der Schweiz. Der Strom – welcher noch heute mit der Kraft der Kleine Emme produziert wird – wurde damals über eine sechs Kilometer lange Fernleitung zum Maschinenbetrieb in die Fabrik der Gründerväter Troller auf der Reussinsel und zur Beleuchtung der grossen Hotels am Quai in die Stadt Luzern geleitet. Das Hotel Schweizerhof war einer der ersten Kunden der Gebrüder Troller, beziehungsweise dem Kraftwerk Thorenberg. Luzern war die erste Stadt der Schweiz mit einem ausgedehnten Stromverteilungsnetz und mit einem Kraftwerk ausserhalb der Stadt.
Im Jahr 1899 wurde im Gebiet Unterlachen eine städtische Gasfabrik gebaut, welche die zuvor vorhandene, privat geführte Fabrik im Hirschmattquartier ablöste. Auf dem Areal dieser Gasfabrik bezog das aus den drei städtischen Werken zusammengelegte Elektrizitäts-, Gas- und Wasserwerk EGW 1972 seinen neuen Hauptsitz an der Industriestrasse 6.
2001 ist ewl aus der Zusammenführung verschiedener Stadtbetriebe in Form einer Aktiengesellschaft hervorgegangen. Als privatrechtliche Aktiengesellschaft ist ewl zu 100 Prozent im Besitz der Stadt Luzern.
In den vergangenen Jahren hat ewl viel in erneuerbare Projekte investiert. Auch in Zukunft setzt ewl den Fokus auf nachhaltige Alternativen aus erneuerbaren Ressourcen.
Die Unternehmensgruppe beschäftigt 332 Mitarbeitende und erwirtschaftete 2020 einen Umsatz von 276,3 Millionen Schweizer Franken (Geschäftsbericht 2020).

## Versorgungsgebiete
ewl hat das Ziel, die Bevölkerung in und um Luzern mit Strom, Wasser, Wärme, Telekommunikation und Energiedienstleistungen zu versorgen. Um dieses Ziel zu erreichen, investiert ewl auf der einen Seite in Produktionsanlagen und auf der anderen Seite in die dazugehörenden Netze. Dabei ist es wichtig, die übergeordneten gesellschaftlichen und technologischen Trends in der Strategie zu berücksichtigen. Für ewl bestehen diese aus drei Schwerpunkten: Dekarbonisierung, Digitalisierung und Dezentralisierung.

## Geschäftsfelder
ewl hat in den vergangenen Jahren in erneuerbare Projekte investiert und dabei den Fokus auf nachhaltige Alternativen aus erneuerbaren Ressourcen gesetzt. Damit setzt ewl auf die gesellschaftlichen und technologischen Trends der Dekarbonisierung, Dezentralisierung und Digitalisierung. ewl liefert variantenreich: Ob Strom, Fernwärme und See-Energie oder Biogas – ewl bietet vielseitige Lösungen.

### Strom
Als Stromversorger beliefert ewl die Stadt Luzern sowie Schwarzenberg, Teile von Kriens, Littau und Malters mit insgesamt 630 GWh Strom pro Jahr. Dieser wird zu einem grösseren Teil von Kraftwerken, an denen ewl beteiligt ist, bezogen. Rund ein Viertel des Stroms wird in den beiden eigenen Wasserkraftwerken Obermatt und Arni bei Engelberg produziert.

### Wasser
ewl versorgt die Stadt Luzern sowie Wiederverkäufer in der Agglomeration mit Trinkwasser. Dieses stammt von den Quellen am Pilatus-Nordhang, aus Grundwasser vom Tal der Kleinen Emme in Littau und Malters sowie aus dem Vierwaldstättersee. Insgesamt verkaufte das Unternehmen 2020 über sein rund 220 Kilometer langes Netz 10.4 Millionen m³ Wasser.

### Erdgas
ewl beliefert über sein 404 Kilometer langes Netz die Kunden in der Stadt Luzern, Horw, Kriens, Littau, Ebikon und Rothenburg. Über ihre Tochtergesellschaft Erdgas Zentralschweiz AG versorgt ewl weitere Gemeinden in der Zentralschweiz mit rund 2’520 GWh Erdgas. Damit deckt Erdgas heute den grössten Anteil am gesamten Energiebedarf von Luzern und Umgebung ab.

### Wärme
Im Bereich Wärmetechnik ist ewl als Wärmelieferant (2020 rund 139 GWh Wärme) und als Contractor tätig und übernimmt für seine Kunden den Betrieb und Unterhalt von Wärme- und Kälteanlagen.

### Telekommunikation
Auf dem Gebiet der Telekommunikation verfügt das Unternehmen über ein Glasfasernetz von rund 1'390 Kilometer, welches in Zusammenarbeit mit der Swisscom entstand.